# 블랙기업
블랙기업(일본어: ブラック企業 부랏쿠키교[*])은 노동착취형 착취공장 고용 시스템을 가리키는 일본어 용어이다.
"착취공장"이라는 용어는 제조업, 특히 의류 무역과 연관되어 있지만, 일본에서는 블랙기업이 반드시 의류 산업과 연관되어 있는 것은 아니지만 사무와 연관되는 경우가 더 많다.

## 어원
블랙기업이라는 용어는 2000년대 초 젊은 IT 종사자들이 만들어낸 용어지만 이후 다양한 산업 분야에 적용되게 됐다.

## 정황
구체적인 내용은 직장마다, 회사마다 다를 수 있지만, 블랙 기업의 일반적인 관행은 젊은 직원을 대거 채용한 후 초과근무수당 없이 대량의 초과근무를 강요하는 것이다. 근무환경은 열악하고, 근로자들은 상사로부터 언어폭력과 '권력희롱'(왕따)을 당하고 있다. 직원들을 계속 머물게 하기 위해 흑인 회사의 상사는 젊은 직원들이 그만두기로 결정하면 평판이 좋지 않다고 위협하는 경우가 많다.

## 같이 보기
- 맥잡
- 직무 스트레스
- 직장 내 집단 따돌림